# Isovaléryl-coenzyme A
L’isovaléryl-coenzyme A, abrégée en isovaléryl-CoA, est le thioester de l'acide 3-méthylbutanoïque avec la coenzyme A. C'est un intermédiaire du métabolisme des acides aminés ramifiés.